# Eliurus
Eliurus là một chi động vật có vú trong họ Nesomyidae, bộ Gặm nhấm. Chi này được Milne Edwards miêu tả năm 1885. Loài điển hình của chi này là Eliurus myoxinus Milne-Edwards, 1885.

## Các loài
Chi này gồm các loài: